# Природний парк Аррабіда
Приро́дний парк Аррабіда (порт. Parque Natural da Arrábida) — природоохоронна територія у Португалії. Заснований 1976 року, парк має площу 176,41 км2 (123,30 км2 на суходолі та 53,11 км2 на морі), що охоплює крайню південну частину Сетубальського півострова.
Однією з унікальних особливостей парку є крейдяний за складом гірський масив Серра-да-Аррабіда (501 м), який контактує з океаном подібно до деяких місць у Середземному морі, на відміну від звичайного португальського узбережжя (довгі піщані пляжі та скелі).
Три пляжі парку — Галапіньюс, Портінью-да-Аррабіда та Фігейрінья — популярні серед жителів Лісабона та Сетубала.
У межах парку, на південному схилі Серра-да-Аррабіда, розташований колишній монастир Носса-Сеньора-да-Аррабіда, заснований XVI століття, яким сьогодні керує Fundação Oriente.
Екологічна цінність регіону та природного парку Аррабіда є виразною та надзвичайно важливою.

## Історія

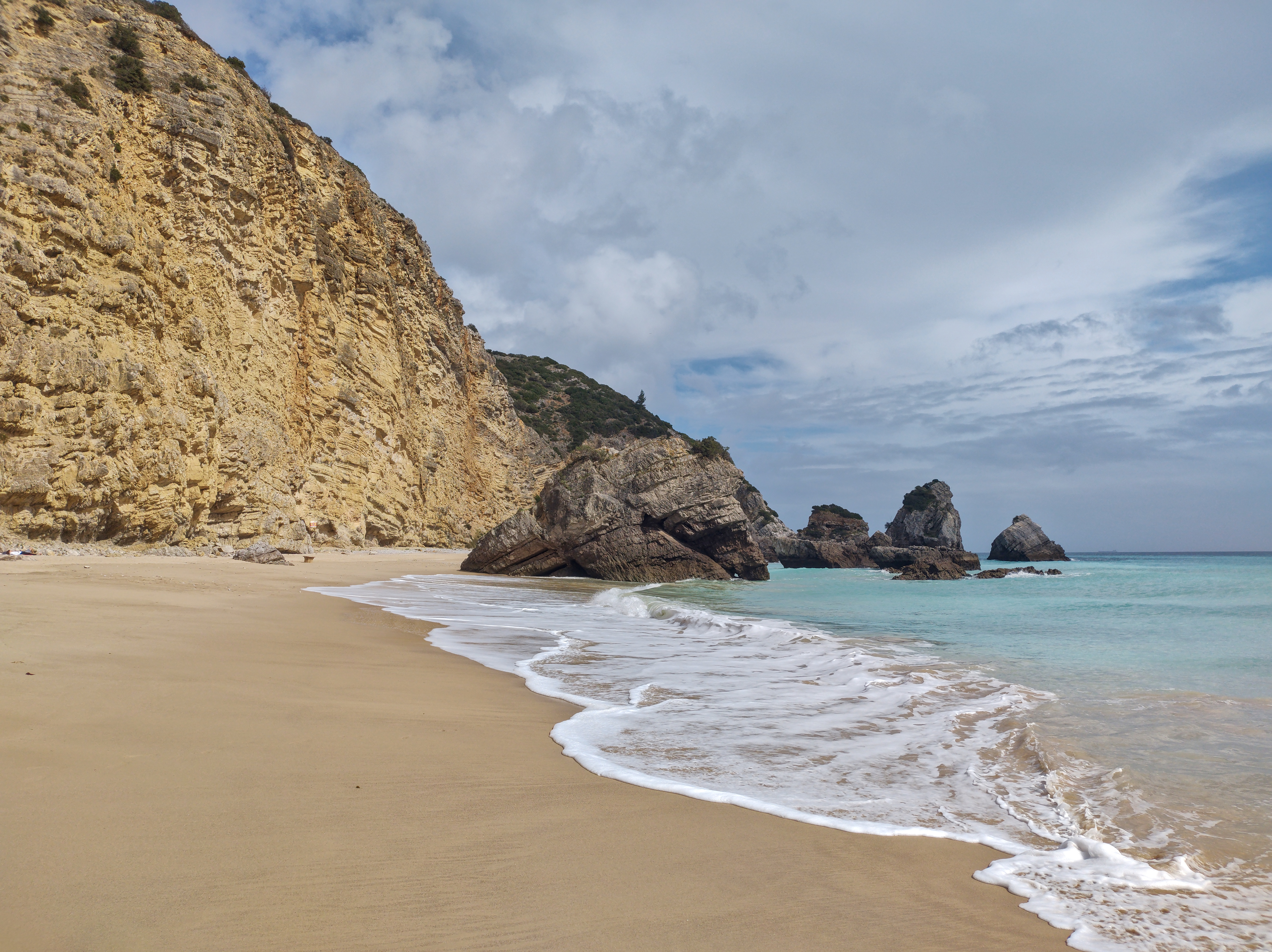
Пляж «Рібейру-ду-Кавало»

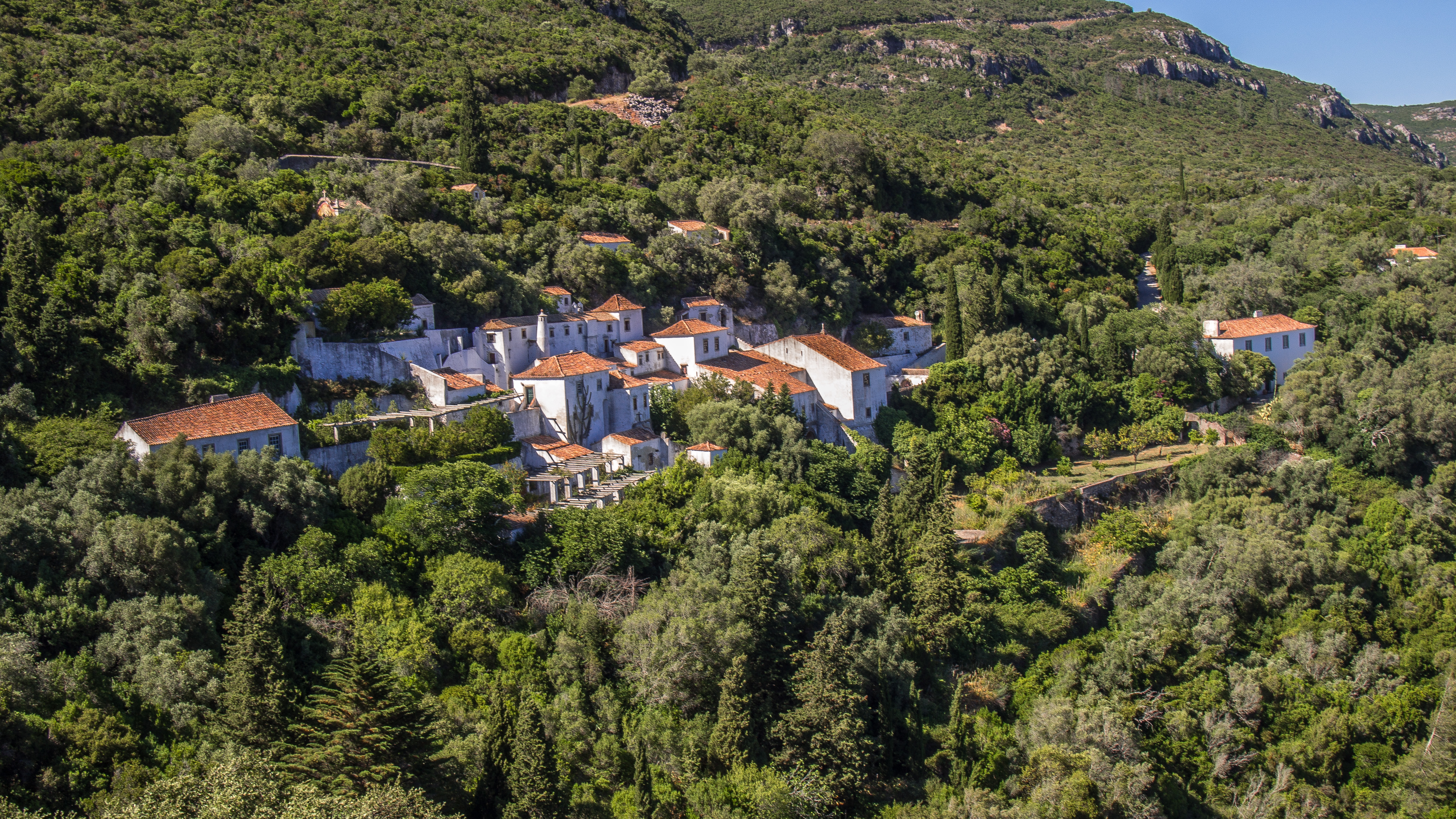
Ізольований комплекс будівель Монастир Носса-Сеньора-да-Аррабіда, оточений ендемічною природною рослинністю

Особливості масиву Аррабіда спричинили (з 1940-х років) різноманітні спроби захистити регіон, що завершилися створенням заповідника Аррабіда (Указ 355/71 від 16 серпня 1971 року), який охоплював південні схили гір та скелі Ріско. Визнаючи недостатню охорону території, 28 липня 1976 року було видано Указ 622/76 про створення природного парку Аррабіда (PNArr). Ця класифікація передбачала охорону не тільки геології, лісів, дикої природи та ландшафтів, а також культурно-історичного матеріалу, розташованого на цій території.
Регулюючий Указ 23/98 від 14 жовтня 1998 року додатково перекласифікував природний парк, розширивши його прибережну територію та створивши морську зону Аррабіда-Ешпіхель, щоб підтримувати цілі парку, особливо в районах, що його оточують. Таких як, наприклад, відмежована зона Кабо-Ешпіхель, яка була включена для захисту прибережних скель, ендемічних видів флори, місць гніздування морських птахів та збереження рудиментарних скам'янілостей.

## Біоми

### Флора

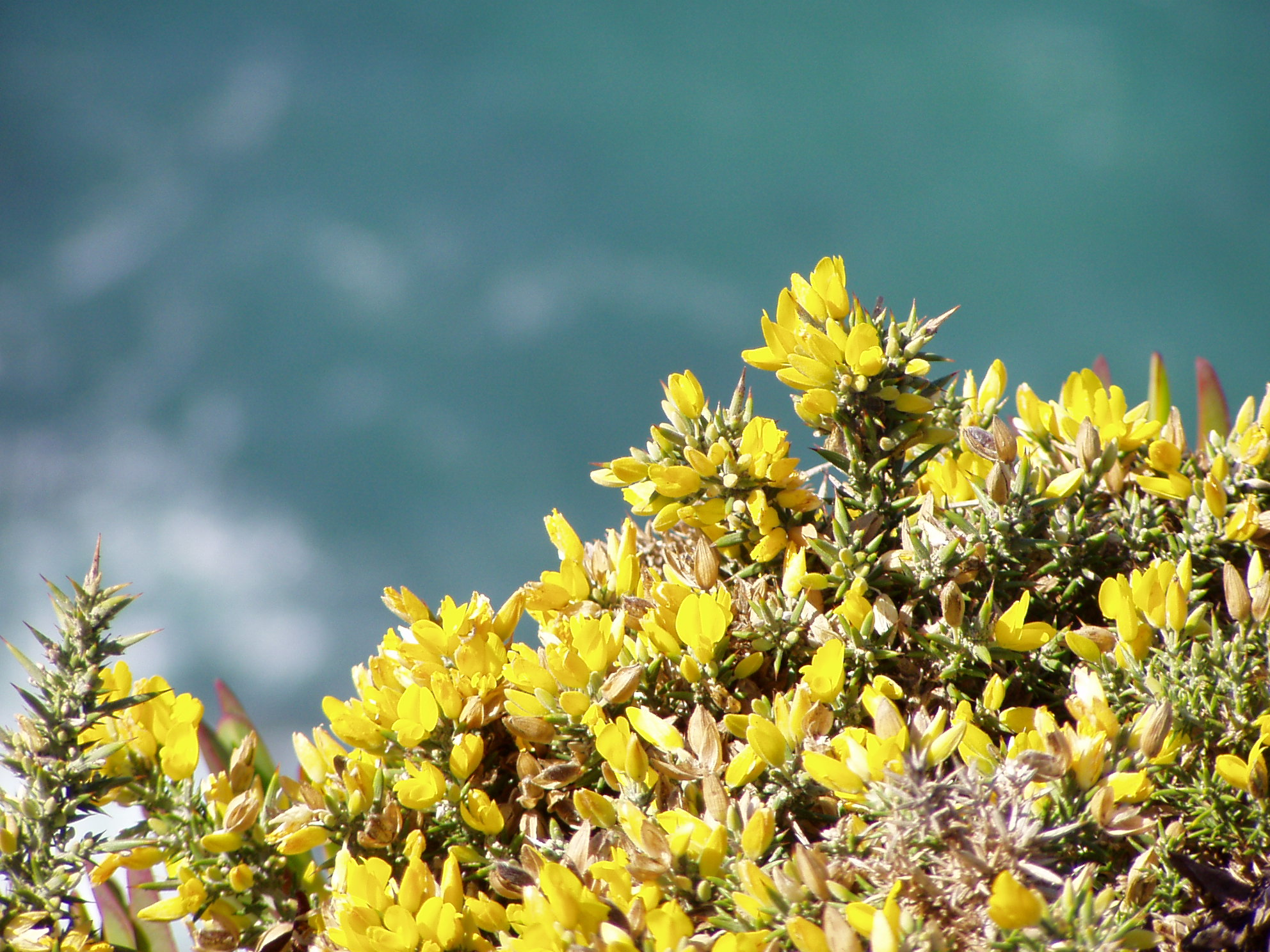
Природний парк Аррабіда — одне з небагатьох місць країни, де зустрічається португальський ендемік Ulex densus

Морфологія Аррабіди допускає різноманітні мікроареали з різними характеристиками (Середземномор'я/Атлантика), змішані види вічнозелених, листопадних або напівлистопадних дерев. Через важливість природної рослинності, яка включає останні залишки різноманітної середземноморської рослинності, територія була включена на ранньому етапі в процес планування задля захисту та збереження екосистеми. Виділяються три елементи місцевої флори:
- євроатлантична рослинність з домінуючим напрямком на північ, більш прохолодними вологими або затіненими ділянками;
- середземноморська рослинність з домінуючими позиціями на півдні, більш теплими, сухими або освітленими ділянками;
- макаронезійська рослинність, що займає приморські землі.

У більш східних районах скелі населені важливими видами макаронезійської флори, яка підтримує гніздування морських і хижих птахів, що охороняються міжнародною конвенцією.
У Португалії налічується приблизно від 45 до 55 різних видів орхідей, а в Аррабіді — 30 належним чином зареєстрованих видів.

### Фауна

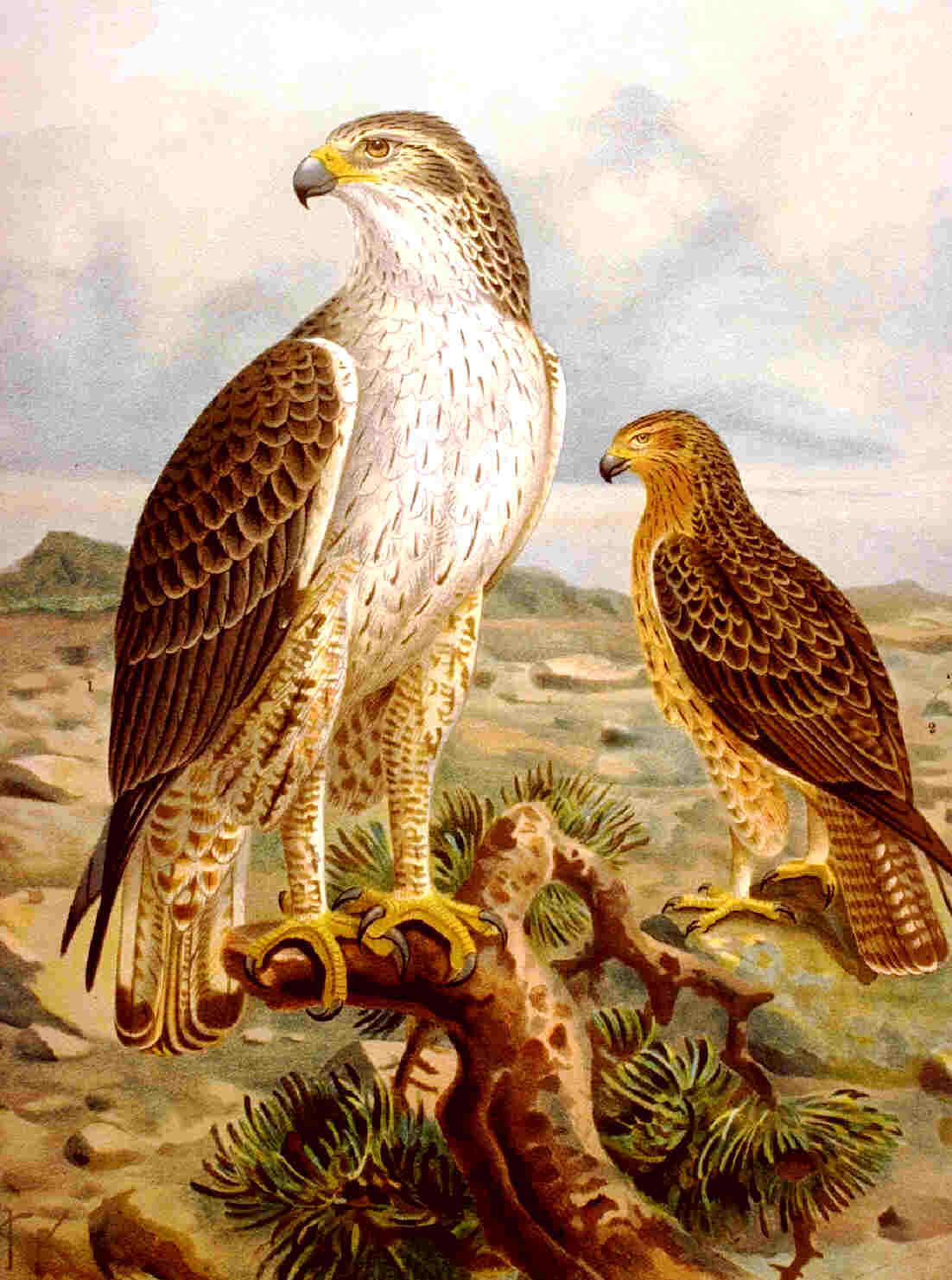
Серра-да-Аррабіда — єдина точка на португальському узбережжі, де гніздиться рідкісний орел-карлик яструбиний (Hieraaetus fasciatus)

Всього налічується 213 видів хребетних тварин: 8 земноводних, 16 плазунів, 154 птахів і 35 ссавців.
Серед тисяч видів безхребетних виділяється ендемік Португалії, віднесений Міжнародним союзом охорони природи (МСОП) до категорії тварин, що знаходяться на межі зникнення, — печерний павук Anapistula ataecina, виявлений у чотирьох печерах (Gruta do Fumo, Gruta do Coelho, Gruta da Utopia, Gruta da Furada) муніципалітета Сезімбра.

## Популярна культура
- Відрізок дороги у природному парку використаний під час зйомок фільму про Джеймса Бонда «На секретній службі Її Величності» (1969). Ірма Бант (у виконанні Ільзи Степпат[en]) вбиває Трейсі Бонд (Діана Рігг) під час нападу на дорозі в кінці фільму[5].
- Аррабіда зображена у відеогрі Tom Clancy's Endwar як один із театрів Третьої світової війни, коли армія США вторгається у Португалію, намагаючись послабити оборону Європейської федерації.